# 龙芯一号
龙芯一号是由中科院计算所研制的中国第一只具有完全知识产权的通用CPU。
该芯片于2002年9月28日投产成功，其性能与英特尔公司的奔腾Ⅱ型大致相当。为纪念胡伟武的导师夏培肃先生从事计算机事业50周年，龙芯一号被命名为“夏50”。

## 产品简介
2000年开始研制龙芯一号。
2001年5月，龙芯课题组正式成立。
2001年8月19日龙芯1号逻辑设计在 FPGA 平台上运行起来，就此将8月19日定为龙芯的生日。龙芯1号的物理设计有三个版本，A方案由龙芯委托第三方进行设计，B方案为一个实验性流片的方案，C方案为量产方案。
2002年8月10日，龙芯一号（A方案）成功点亮了操作系统。龙芯一号的诞生，终结了中国计算机产业只能依靠进口CPU芯片制造计算机的历史。8月29日龙芯一号（C方案）成功启动操作系统。
龙芯一号采用0.18微米 CMOS 工艺进行流片，主频 266MHz，单发射32位，片内400万晶体管。采用 MIPS II 指令集，具有七级动态流水线、32位整数单元和64位浮点单元。整体的性能与英特尔公司的奔腾Ⅱ型大致相当。为了纪念胡伟武的导师夏培肃先生从事计算机事业50周年，龙芯一号被命名为“夏50”。
考虑到专利授权原因，这一代的龙芯没有实现MIPS的四个不对齐内存访问指令（US4814976A）。